# 太極圖說

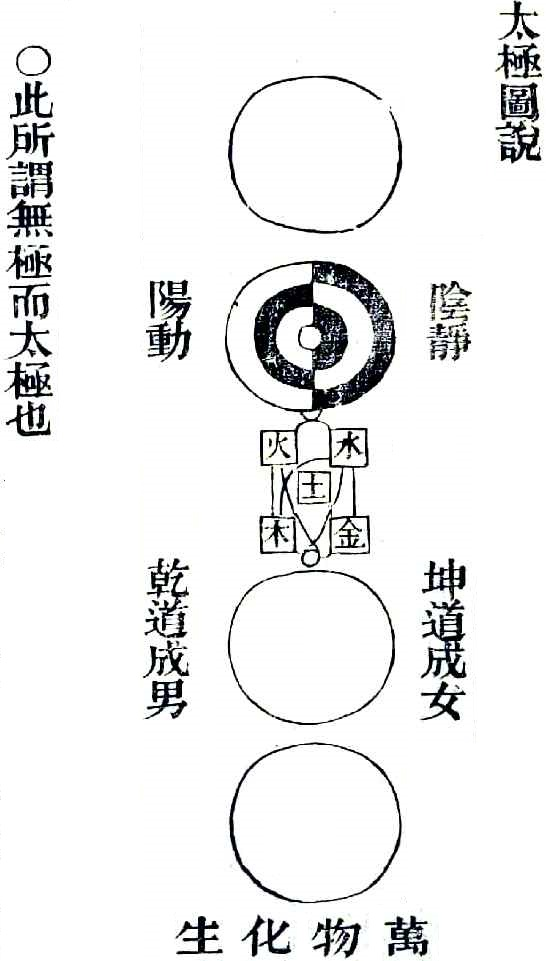
太極圖

《太極圖說》是宋代哲学家周敦颐的哲学著作，全文只有249字，在四庫全書中為子部儒家類。
受《周易·繫辭傳》的启发周敦颐在《太极图说》中阐释了其宇宙观，“无极而生太极，太极而生阳，动极而静。静极复动，一动一静，互为其根；分阴分阳，两仪立焉。”主要在闡述宇宙由沒有到有的形成，在能量的有無對轉中，經由離心力與內聚力的迴繞與平衡，奠定了時間與空間的系統。
《太极图说》基本上是受道家影響，也吸收佛家思想。这种宇宙观成为朱熹的理学体系重要的组成部分。朱熹盛推《太極圖說》，他整理注解《太極圖說》時，將當時《國史》中的《周敦頤傳》引作“自無極而為太極”一句，刪去了「自」「為」二字，改成「無極而太極」，認為無極只是形容太極 ，說明它之上沒有更高的本原。這並不符合《太極圖》的原意，同時，朱熹對圖也有個別改動。
南宋淳熙十四年（1187年），陆九韶致信朱熹，认为，《太极图说》成作于周氏学术未成之时，或非周氏所作。朱熹覆信否定其说，譏其“妄以己意，增饰其所无，破坏其所有”；还说“子静似亦未免此病”。陸九渊則不認同《太極圖說》中無極的概念，象山（陸九淵）相信朱震講法：“朱子發謂濂溪得《太極圖》於穆伯長。伯長之傳，出於陳希夷。其必有考。”淳熙十五年（1188年）九渊致函朱熹，提出诘辩。雙方往还通信，围绕“无极”问题展开激烈论争。最後雙方不歡而散。四年之后，又爆发了“皇极之辨”。
毛奇齡謂此太極圖說出於道教，據毛奇齡考證，太極圖是模仿了彭曉的《明鏡圖訣》中的《水火匡廓圖》和《三五至精圖》。清初黃宗炎在《太極圖說辨》中便說：「圖學從來，出於圖南（陳摶）。不過陳摶乃是假《易》理而論仙道。」吕思勉谓“太极图之出于道家，殆不可讳”。束景南認為“周氏《太极图》思想渊源于道教，是易家剽窃了道图，而不是道徒改造了易图”，“太极图渊源于太易图，是道徒把太易图改制成为太极图”。